# جامعة بولتافا الوطنية
جامعة بولتافا الوطنية بأسم يوريا كاندراتوكا (بالأوكرانية: Полтавський національний технічний університет імені Юрія Кондратюка)، وهي إحدى الجامعات الرصينة في أوكرانيا تقع في مدينة بولتافا أُنشِئَت الجامعة عام 1930 وفي عام 2002 صدر مرسوم رئاسي رقم 302 بمنح وضع (جامعة الوطنية).

## التأسيس
بنيت الجامعة وفقا لقرار من الحكومة السوفيتية في 23 يوليو 1930 وذلك بسبب الحاجة المتزاية على مهندسين البناء، وفي عام 1940 توسعت هذه المؤسسة لتضم اقسام أخرى وهي (الرياضيات، الفيزياء، الكيمياء، الإنتاج، الميكانيك النظرية، المكيكانيك الانشائية، ومواد البناء
وفي عام 1943 أُعِيد بناء المعهد على انقاء البناية السابقة التي دمرتها الحرب السوفيتية الألمانية
وفي عام 1954-1971 افتُتِحَت كليات جديدة مثل الهندسة المدنية والمعمارية وكذلك المختبرات.

## حول الجامعة
يبلغ عدد الطلاب أكثر من 10,000 طالب في 42 تخصص، و 528 أستاذا
وتضم الجامعة 9 مباني على مساحة إجمالية قدرها 87,000 متر مربع وتضم 55 مختبر علمي، وكذلك 5 مباني (نزل جامعي) تسع 2500 طالب و 9 صالات رياضية وملاعب.

## الكليات
- التحضيرية للأجانب
- هندسة النفط والغاز
- اللغات
- الهندسة المدنية
- الهندسة المعمارية
- هندسة الاتصالات
- الهندسة الكهربائية
- الهندسة الميكانيكية
- الاقتصاد
- ادارة أعمال
- هندسة البيئة
- هندسة الحاسوب
- نظم المعلومات